# Время Икс
«Время Икс» — российский семейный фильм 1992 года режиссёра Александра Бурцева.

## Сюжет
На Землю со спецмиссией упал инопланетянин Лури, почти подросток. Соседи по Галактике жутко обиделись на землян за их отношение к своей планете и Лури послан к нам, дабы сообщить, что через несколько часов время на Земле повернется вспять — на столетие назад, и всё это для того чтобы люди могли повторно прожить XX век «экологически правильно и безопасно». 
Впрочем, для героев фильма это может означать просто гибель, ибо в мире прадедушек и прабабушек ныне живущим места не будет.
Встреча Лури со сверстниками, девочкой Машей и её друзьями из разных стран мира может помешать задуманному и спасти всех ныне живущих.

## Актёры
- Антон Лазарев — Лури, инопланетянин
- Ольга Солодовникова — Маша Кораблёва
- Владимир Шевельков — лейтенант милиции Шитиков
- Валерий Бассэль — капитан милиции Щеглов
- Денис Попов — Юджин
- Ян Никитин — Майкл Джонс
- Андрей Кумвенда — Роберто
- Александр Ким — Сей Око
- Андрей Бубашкин — Бабушкин
- Юрий Невгамонный — Петрович
- Валерий Чафонов — инспектор безопасности
- Евгений Чафонов — инспектор безопасности
- Александр Лобачевский — Кашпировский
- Ирина Токарчук — соседка Маши
- Василий Векшин — Генсек ООН

## Творческий коллектив
- Режиссёр:      Александр Бурцев
- Сценарист:     Андрей Гаврилов
- Оператор:      Леонид Казаков
- Композитор:    Андрей Романов
- Звукорежиссёр: Анатолий Подлесный